# Edda (Filmpreis)
Edda ist ein isländischer Film- und Fernsehpreis in Form einer Figur aus der isländischen Mythologie, der seit 1999 jährlich von der Isländischen Film- und Fernsehakademie (Íslenska kvikmynda- og sjónvarpsakademían, ÍKSA, englisch auch Icelandic Film & TV Academy) in einer großen Gala in Reykjavík an isländische Produktionen vergeben wird.

## Veranstaltungen
| Edda Awards | Datum         | Bester Film (Bíómynd ársins / Kvikmynd ársins) | Bester Darsteller (Leikari ársins í aðalhlutverki) | Beste Darstellerin (Leikkona ársins í aðalhlutverki) |
| ----------- | ------------- | ---------------------------------------------- | -------------------------------------------------- | ---------------------------------------------------- |
| 1.          | 15. Nov. 1999 | Das gute Fräulein                              | Ingvar E. Sigurðsson                               | Tinna Gunnlaugsdóttir                                |
| 2.          | 19. Nov. 2000 | Engel des Universums                           | Ingvar E. Sigurðsson                               | Björk                                                |
| 3.          | 11. Nov. 2001 | Möwengelächter                                 | Jón Gnarr                                          | Margrét Vilhjálmsdóttir                              |
| 4.          | 10. Nov. 2002 | Die kalte See                                  | Gunnar Eyjólfsson                                  | Elva Ósk Ólafsdóttir                                 |
| 5.          | 10. Okt. 2003 | Nói Albínói                                    | Tómas Lemarquis                                    | Sigurlaug Jónsdóttir                                 |
| 6.          | 14. Nov. 2004 | Kaltes Licht                                   | Ingvar E. Sigurðsson                               | Ingvar E. Sigurðsson                                 |
| 7.          | 13. Nov. 2005 | Dark Horse (2005)                              | Ilmur Kristjánsdóttir                              | Ilmur Kristjánsdóttir                                |
| 8.          | 9. Nov. 2006  | Der Tote aus Nordermoor                        | Ingvar E. Sigurðsson                               | Ingvar E. Sigurðsson                                 |
| 9.          | 11. Nov. 2007 | Foreldrar (Eltern)                             | Ingvar E. Sigurðsson                               | Nanna Kristín Magnúsdóttir                           |
| 10.         | 16. Nov. 2008 | Sveitabrúðkaup (Landhochzeit)                  | Hilmir Snær Guðnason                               | Sólveig Arnardóttir                                  |
| 11.         | 27. Feb. 2010 | Mr.Bjarnfreðarson                              | Jón Gnarr                                          | Kristbjörg Kjeld                                     |
| 12.         | 19. Feb. 2011 | Brim                                           | Ólafur Darri Ólafsson                              | Nína Dögg Filippusdóttir                             |
| 13.         | 18. Feb. 2012 | Eldfjall                                       | Theodór Júlíusson                                  | Margrét Helga Jóhannsdóttir                          |
| 14.         | 16. Feb. 2013 | The Deep (2012)                                | Ólafur Darri Ólafsson                              | Sara Dögg Ásgeirsdóttir                              |
| 15.         | 22. Feb. 2014 | Von Menschen und Pferden                       | Ingvar E. Sigurðsson                               | Þorbjörg Helga Þorgilsdóttir                         |
| 16.         | 21. Feb. 2015 | Straße der Hoffnung (Vonarstræti)              | Þorsteinn Bachmann                                 | Hera Hilmarsdóttir                                   |
| 17.         | 28. Feb. 2016 | Sture Böcke                                    | Sigurður Sigurjónsson                              | Steinnunn Ólína Þorsteinsdóttir                      |
| 18.         | 26. Feb. 2017 | Der Eid (Eiðurinn)                             | Blær Hinriksson                                    | Hera Hilmarsdóttir                                   |
| 19.         | 25. Feb. 2018 | Der Schwan (Svanurinn)                         | Lars Mikkelsen                                     | Nína Dögg Filippusdóttir                             |
| 20.         | 22. Feb. 2019 | Gegen den Strom (2018)                         | Gísli Örn Garðarsson                               | Elín Sif Halldórsdóttir                              |
| 21.         | 6. Okt. 2020  | Agnes Joy                                      | Ingvar E. Sigurðsson                               | Katla Margrét Þorgeirsdóttir                         |

## Kategorien
- Bester Film (Bíómynd ársins / Kvikmynd ársins)
- Regisseur des Jahres (Leikstjóri ársins)
- Drehbuch des Jahres (Handrit ársins)
- Beste Kamera (Kvikmyndatökumaður ársins)
- Bestes Kostümbild (Búningar ársins)
- Bester Ton (Hljóðhönnun ársins)
- Bester Schnitt (Klipping ársins)
- Beste visuelle Effekte (Brellur ársins)
- Beste Musik (Tónlist í kvikmynd/sjónvarpi)
- Kurzfilm des Jahres (Stuttmynd ársins)
- Dokumentarfilm des Jahres (Heimildamynd ársins)
- Bestes Maskenbild (Gerfi ársins)
- Bestes Szenenbild (Leikmynd ársins)
- Schauspieler des Jahres (Leikari ársins í aðalhlutverki)
- Schauspielerin des Jahres (Leikkona ársins í aðalhlutverki)
- Nebendarsteller des Jahres (Leikari ársins í aukahlutverki)
- Nebendarstellerin des Jahres (Leikkona ársins í aukahlutverki)
- Fernsehshow des Jahres (Leikið sjónvarpsþáttur ársins)